# Теорія середнього поля
Теорія середнього поля або Теорія самоузгодженого поля — підхід до вивчення поведінки великих та складних стохастичних систем у фізиці та теорії імовірностей через дослідження простіших моделей. Такі моделі розглядають численні малі компоненти, що взаємодіють між собою. Вплив інших індивідуальних компонент на заданий об'єкт апроксимується усередненим ефектом, завдяки чому задача багатьох тіл зводиться до одночастинкової задачі. 
Ідея вперше склалася в фізиці в роботах П'єра Кюрі та П'єра Вейсса, що описували фазовий перехід. Аналогічні підходи знайшли застосування в  моделях епідемій, теорії черг, в аналізі комп'ютерних мереж та теорії ігор.
Задачу багатьох тіл з врахуванням взаємодії між ними розв'язати важко, хіба що для найпростіших випадків (теорія випадкових полів, одновимірна модель Ізінга). Тому систему N тіл заміняють одночастинковою задачею з добре підібраним зовнішнім потенціалом, який заміняє дію всіх інших частинок на вибрану. Велику складність має (наприклад, при обчисленні функції розподілу в статистичній механіці) врахування перестановок при обчисленні взаємодії в гамільтоніані при підсумовуванні по всіх станах. Мета теорії середнього поля обійти цю комбінаторику. В різних областях науки теорія середнього поля відома під своїми власними назвами, серед яких наближення Брегга-Вільямса, модель ґратки Бете, теорія Ландау, наближення П'єра Вейсса, терія розчинів Флорі-Гаггінза або теорія Схейтьєнса-Флера. 
Основна ідея теорії середнього поля — замінити всі дії на вибране тіло усередненою або ефективною взаємодією, яку іноді називають молекулярним полем. Це зводить  будь-яку задачу багатьох тіл до ефективної одночастинкової задачі. Легкість розв'язання задачі теорії середнього поля означає отримання певного поняття про поведінку системи з порівняно незначними витратами. 
У класичній теорії поля функцію Гамільтона можна розкласти в ряд, використовуючи як параметр розкладу величину флуктуацій навколо середнього поля. Середнє поле можна тоді розглядати як нульовий порядок цього розкладу. Це означає, що теорія середнього поля не містить жодних флуктуацій, але це відповідає ідеї того, що взаємодії заміняються на середнє поле. Доволі часто при вивченні флуктуацій теорія середнього поля є стартовим майданчиком для дослідження флуктуацій першого чи другого порядку. 
Загалом визначення того наскільки наближення середнього поля працюватиме для конкретної задачі сильно залежить від розмірності. У теорії середнього поля численні взаємодії заміняються одною ефективною дією. Тоді, природно, якщо поле чи частинка в початковій системі має багато партнерів взаємодії, то теорія середнього поля буде ефективнішою. Це справедливо для високих розмірностей, там де функція Гамільтона містить у собі сили з великим радіусом дії або коли частинки протяжні (наприклад, полімери). Критерій Гінзбурга є формальним виразом того, як флуктуації роблять наближення середнього поля поганим, часто залежно від просторової розмірності системи. 
Тоді як теорія середнього поля склалася в статистичній механіці, вона знайша застосування в інших областях, таких як інтерференція, теорії графів, нейронауці та при вивченні штучного інтелекту. 

## Формальний підхід
В основі формального підходу до теорії середнього поля лежить нерівність Боголюбова. Вона стверджує, що вільна енергія системи з функцією Гамільтона 
{\displaystyle {\mathcal {H}}={\mathcal {H}}_{0}+\Delta {\mathcal {H}}}
має верхню межу
{\displaystyle F\leq F_{0}\ {\stackrel {\mathrm {def} }{=}}\ \langle {\mathcal {H}}\rangle _{0}-TS_{0}}
де {\displaystyle S_{0}} — ентропія, а усереднення проводиться по рівноважному ансамблю системи з функцією Гамільтона {\displaystyle {\mathcal {H}}_{0}}. У спеціальному випадку, коли основна функція Гамільтона  описує систему без взаємодії, а тому її можна записати як
{\displaystyle {\mathcal {H}}_{0}=\sum _{i=1}^{N}h_{i}\left(\xi _{i}\right)}
де {\displaystyle \left(\xi _{i}\right)} — скорочення для позначення ступеню вільності окремих складових статистичної системи (атомів, спінів тощо), можна розглядати уточнення верхньої межі мінімізуючи правосторонню частину нерівності. Мінімізація основної системи є тоді найкращим наближенням до заданої. Вона відома як наближення середнього поля.
Найчастіше функція Гамільтона системи, яку потрібно дослідити, містить лише парну взаємодію, тобто 
{\displaystyle {\mathcal {H}}=\sum _{(i,j)\in {\mathcal {P}}}V_{i,j}\left(\xi _{i},\xi _{j}\right)}
де {\displaystyle {\mathcal {P}}} — набір парних взаємодій. Тоді процедуру мінімізації можна провести формально. Визначається {\displaystyle {\rm {Tr}}_{i}f(\xi _{i})} як узагальнена сума спостережуваних {\displaystyle f} по ступенях вільності однієї компоненти (сума для дискретних величин, інтергал для неперервних). Вільна енергія задається наближено як
| {\displaystyle F_{0}=\,\!} | {\displaystyle {\rm {Tr}}_{1,2,..,N}{\mathcal {H}}(\xi _{1},\xi _{2},...,\xi _{N})P_{0}^{(N)}(\xi _{1},\xi _{2},...,\xi _{N})}        |
|                            | {\displaystyle +kT\,{\rm {Tr}}_{1,2,..,N}P_{0}^{(N)}(\xi _{1},\xi _{2},...,\xi _{N})\log P_{0}^{(N)}(\xi _{1},\xi _{2},...,\xi _{N})} |
де {\displaystyle P_{0}^{(N)}(\xi _{1},\xi _{2},...,\xi _{N})} — імовірність знайти основну систему  в стані зі змінними {\displaystyle (\xi _{1},\xi _{2},...,\xi _{N})}. Ця ймовірність задається нормалізованим больцманновим фактором
{\displaystyle {\begin{aligned}P_{0}^{(N)}(\xi _{1},\xi _{2},...,\xi _{N})&{}={\frac {1}{Z_{0}^{(N)}}}e^{-\beta {\mathcal {H}}_{0}(\xi _{1},\xi _{2},...,\xi _{N})}\\&{}=\prod _{i=1}^{N}{\frac {1}{Z_{0}}}e^{-\beta h_{i}\left(\xi _{i}\right)}\ {\stackrel {\mathrm {def} }{=}}\ \prod _{i=1}^{N}P_{0}^{(i)}(\xi _{i})\end{aligned}}}
де {\displaystyle Z_{0}} — статистична сума.  Тоді
{\displaystyle {\begin{aligned}F_{0}=&{}\sum _{(i,j)\in {\mathcal {P}}}{\rm {Tr}}_{i,j}V_{i,j}\left(\xi _{i},\xi _{j}\right)P_{0}^{(i)}(\xi _{i})P_{0}^{(j)}(\xi _{j})\\&{}+kT\sum _{i=1}^{N}{\rm {Tr}}_{i}P_{0}^{(i)}(\xi _{i})\log P_{0}^{(i)}(\xi _{i}).\end{aligned}}}
Для мінімізації береться похідна щодо ймовірності однієї ступені вільності {\displaystyle P_{0}^{(i)}}, використовуючи невизначені множники Лагранжа для нормування. Кінцевий результат — система самоузгоджених рівнянь 
{\displaystyle P_{0}^{(i)}(\xi _{i})={\frac {1}{Z_{0}}}e^{-\beta h_{i}^{MF}(\xi _{i})}\qquad i=1,2,..,N}
де середнє поле задається як 
{\displaystyle h_{i}^{MF}(\xi _{i})=\sum _{\{j|(i,j)\in {\mathcal {P}}\}}{\rm {Tr}}_{j}V_{i,j}\left(\xi _{i},\xi _{j}\right)P_{0}^{(j)}(\xi _{j}).}

## Застосування
Теорію середнього поля можна застосовувати для низки фізичних систем, вивчаючи, наприклад, фазові переходи.

### Модель Ізінга
Нехай  модель Ізінга визначена на {\displaystyle d}-вимірній ґратці. Гамільтоніан задається як
{\displaystyle H=-J\sum _{\langle i,j\rangle }s_{i}s_{j}-h\sum _{i}s_{i}},
де {\displaystyle \sum _{\langle i,j\rangle }}  позначає суму по парах найближчих сусідів {\displaystyle \langle i,j\rangle }, {\displaystyle s_{i}=\pm 1}
а {\displaystyle s_{j}} суть спіни найближчих сусідів.
Вводячи флуктуаційні відхилення від середнього значення {\displaystyle m_{i}\equiv \langle s_{i}\rangle }, гамільтоніан можна переписати

{\displaystyle H=-J\sum _{\langle i,j\rangle }(m_{i}+\delta s_{i})(m_{j}+\delta s_{j})-h\sum _{i}s_{i}}
де флуктуації спіну позначено {\displaystyle \delta s_{i}\equiv s_{i}-m_{i}}. 
Розкладаючи праву частину, можна отримати член, що залежить тільки від середнього значення спіну і не залежить від спінової конфігурації.  Цей член тривіальний, він не впливає на статистичні властивості системи.  Наступний член містить добуток середнього значення спіну та флуктуаційого члену.  Нарешті, останній член містить добутки флуктуацій.
Наближення середнього поля полягає в нехтуванні цим членом другого порядку щодо флуктуацій. Ці флуктуації зростають у системах малої розмірності, тож теорія середнього поля працює краще для систем високої розмірності.
{\displaystyle H\approx H^{MF}\equiv -J\sum _{\langle i,j\rangle }(m_{i}m_{j}+m_{i}\delta s_{j}+m_{j}\delta s_{i})-h\sum _{i}s_{i}}

Доданки можна ще раз перегрупувати. Крім того,середнє значення кожного зі спінів не повинно залежати від вузла, оскільки Ізінгова система трансляційно інваріатна. Тому 
{\displaystyle H^{MF}=-J\sum _{\langle i,j\rangle }\left(m^{2}+2m(s_{i}-m)\right)-h\sum _{i}s_{i}.}
Сумування по сусідах можна переписати  {\displaystyle \sum _{\langle i,j\rangle }={\frac {1}{2}}\sum _{i}\sum _{j\in nn(i)}},  де {\displaystyle nn(i)} —  'найближчі сусіди {\displaystyle i}', а множник {\displaystyle 1/2} запобігає врахуванню одного й того ж доданка двічі, оскільки в утворенні кожного зв'язку беруть участь два спіни. Спрощення дає кінцевий результат
{\displaystyle H^{MF}={\frac {Jm^{2}Nz}{2}}-\underbrace {(h+mJz)} _{h^{\mathrm {eff} }}\sum _{i}s_{i}}
де {\displaystyle z} — координаційне число. На цю пору, гамільтоніан Ізінга розбито на суму одночастинкових гамільтоніанів з ефективним середнім полем {\displaystyle h^{\mathrm {eff} }=h+Jzm}, що є сумою зовнішнього поля {\displaystyle h} та  середнього поля, яке виникає завдяки сусіднім спінам. Варто зауважити, що це середнє поле безпосередньо залежить від числа найближчих сусідів, а тому від розміності системи (наприклад, для гіперкубічної ґратки розмірності {\displaystyle d}, {\displaystyle z=2d}).
Цей гамільтоніан підставляють у функцію розподілу, і розв'язують ефективну одновимірну задачу, отримуючи
{\displaystyle Z=e^{-\beta Jm^{2}Nz/2}\left[2\cosh \left({\frac {h+mJz}{k_{B}T}}\right)\right]^{N}}
де {\displaystyle N} — число вузлів ґратки.  Це замкнений й точний вираз для функції розподілу системи.  З нього можна отримати вільну енергію і розразувати критичні індекси. Зокрема, можна отримати намагніченість {\displaystyle m} в залежності від {\displaystyle h^{\mathrm {eff} }}.
Так отримано два рівняння, що задають співвідношення між {\displaystyle m} та {\displaystyle h^{\mathrm {eff} }}, що дозволяє визначити {\displaystyle m} в залежності від температури. Наслідком є наступне:
- для температур, більших від певного значення {\displaystyle T_{c}}, єдиним розв'язком є {\displaystyle m=0}. Система є парамагнетиком.
- для {\displaystyle T<T_{c}} існує два ненульових розв'язки: {\displaystyle m=\pm m_{0}}. Система є феромагнетиком.

{\displaystyle T_{c}} знаходиться зі співвідношення: {\displaystyle T_{c}={\frac {Jz}{k_{B}}}}.
Цим продемонстровано, що теорія середнього поля може описати фазовий перехід у феромагнітний стан.

### Застосування до інших систем
Аналогічно, теорію середнього поля можна застосовувати до інших гамільтоніанів, як от:
- При вивченні фазового переходу метал-надпровідник. У цьому випадку, аналогом намагнічення є надпровідна щілина {\displaystyle \Delta }.
- Для молекулярного поля рідкого кристалу, яке виникає, коли лапласіан поля директора не дорівнює нулю.
- Для визначення оптимальної упаковки бокових ланцюжків амінокислот для заданої третинної структури при передбаченні будови білків.

## Узагальнення для залежних від часу середніх полів
У теорії середнього поля, воно виникає для окремого вузла як скалярне чи векторне, але не залежить від часу. Однак, це необов'язково: у варіанті теорії, який називають динамічною теорією середного поля, середнє поле залежить від часу. Наприклад, динамічну теорію можна застосувати до моделі Габбарда, вивчаючи перехід метал — діелектрик Мотта.

## Виноски
1. ↑  Kadanoff, L. P. (2009). More is the Same; Phase Transitions and Mean Field Theories. Journal of Statistical Physics. 137 (5–6): 777—797. arXiv:0906.0653. Bibcode:2009JSP...137..777K. doi:10.1007/s10955-009-9814-1.
2. ↑  Weiss, Pierre (1907). L'hypothèse du champ moléculaire et la propriété ferromagnétique. J. Phys. Theor. Appl. 6 (1): 661—690. Архів оригіналу за 3 грудня 2017. Процитовано 18 квітня 2017.
3. ↑  Boudec, J. Y. L.; McDonald, D.; Mundinger, J. (2007). A Generic Mean Field Convergence Result for Systems of Interacting Objects. Fourth International Conference on the Quantitative Evaluation of Systems (QEST 2007) (PDF). с. 3. doi:10.1109/QEST.2007.8. ISBN 0-7695-2883-X. Архів оригіналу (PDF) за 3 березня 2016. Процитовано 18 квітня 2017.
4. ↑  Baccelli, F.; Karpelevich, F. I.; Kelbert, M. Y.; Puhalskii, A. A.; Rybko, A. N.; Suhov, Y. M. (1992). A mean-field limit for a class of queueing networks. Journal of Statistical Physics. 66 (3–4): 803. Bibcode:1992JSP....66..803B. doi:10.1007/BF01055703.
5. ↑  Lasry, J. M.; Lions, P. L. (2007). Mean field games. Japanese Journal of Mathematics. 2: 229. doi:10.1007/s11537-007-0657-8.
6. ↑  Chaikin, P. M.; Lubensky, T. C. (2007). Principles of condensed matter physics (вид. 4th print). Cambridge: Cambridge University Press. ISBN 978-0-521-79450-3.
7. ↑  HE Stanley (1971). Mean field theory of magnetic phase transitions. Introduction to phase transitions and critical phenomena. Oxford University Press. ISBN 0-19-505316-8.